# Petruskirche (Rheinfelden-Herten)

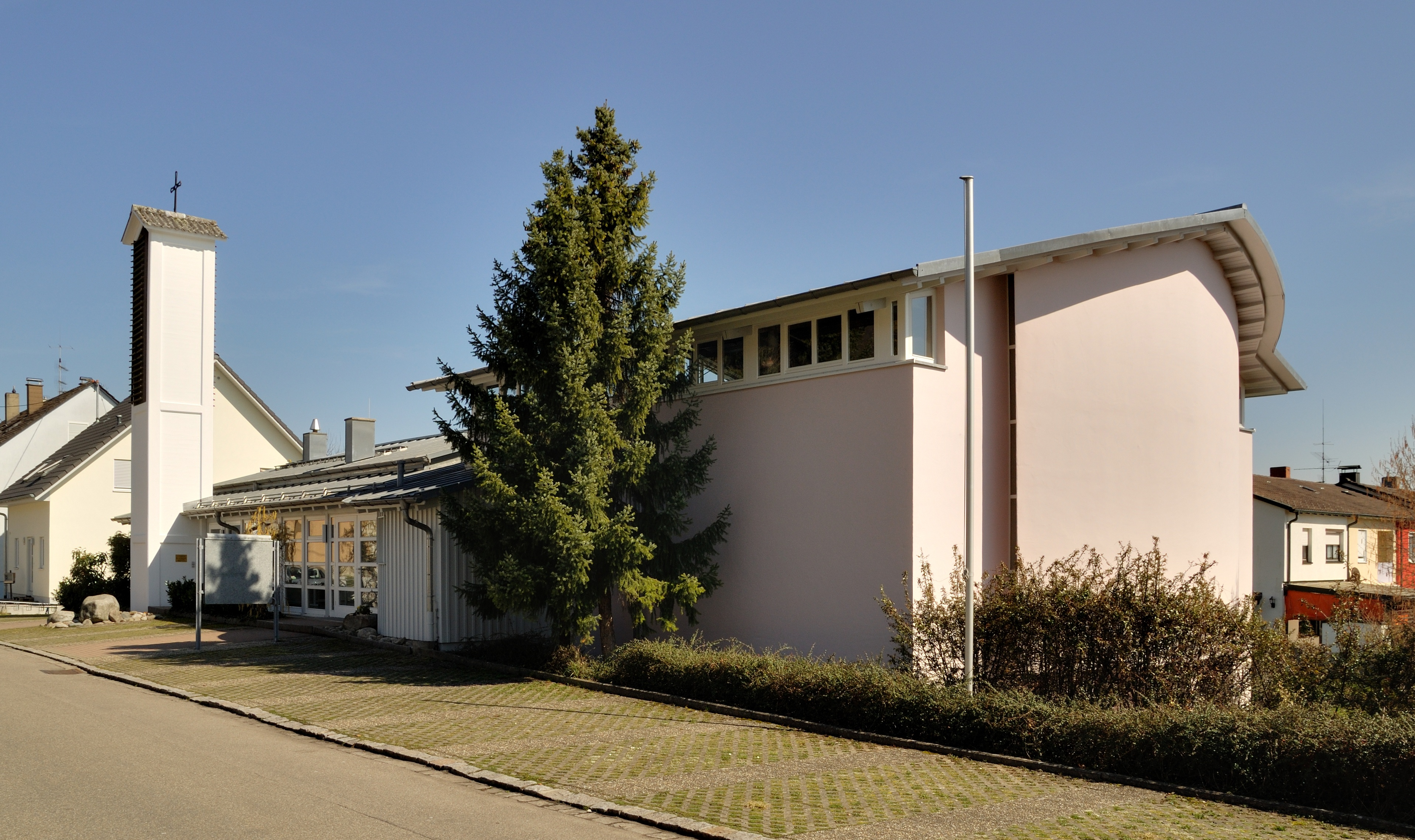
Petruskirche

Die Petruskirche im Rheinfelder Stadtteil Herten ist ein schlichter, rechteckiger Kirchenbau, der in den Jahren 1958 bis 1959 erbaut wurde. Seit 1981 dient die evangelische Petruskirche als selbständige Pfarrkirche der Gemeinde.

## Beschreibung
Im Ostteil des mit einem Satteldach gedeckten Kirchenhauptbaus befinden sich der Chor und die Sakristei. Davon getrennt steht ein schlanker Glockenturm, der ebenfalls mit einem flachen Satteldach gedeckt ist. Das Glockengeschoss ist nach zwei Seiten offen.
Den Innenraum schließt eine flache Holzdecke ab. Die Ausstattung der Kirche ist einfach gehalten. Im Chor stehen ein Tischaltar, ein Kanzelpult und ein Taufbecken. An der Ostwand hinter dem Altar hängt ein Holzkreuz. Die farbigen Glasfenster von Rudolf Yelin dem Jüngeren zeigen Szenen aus dem Gleichnis des Guten Hirten. Der Kirchensaal ist mit einzelnen Stühlen bestückt.
Das dreistimmige Bronzegeläut mit den Nominalen cis′′, e′′ und fis′′ wurde 1961 von Bachert aus Karlsruhe gegossen. Neben dem Altar steht eine zweimanualige mechanische Orgel von Fa. Stützle (Waldkirch).